# 马盖特 (佛罗里达州)
马盖特（英語：Margate）是一个位于美国佛罗里达州布勞沃德縣的城市，建立于1955年。面积约为23.3平方公里（约合9平方英里）。据2010年美国人口普查数据显示，该市共计53,284人，在本州排行第48位。